# Couratari sandwithii
Couratari sandwithii är en tvåhjärtbladig växtart som beskrevs av Ghillean `Iain' Tolmie Prance. Couratari sandwithii ingår i släktet Couratari, och familjen Lecythidaceae. IUCN kategoriserar arten globalt som sårbar. Inga underarter finns listade i Catalogue of Life.